# Białołęka
Pour l’article homonyme, voir Białołęka (Basse-Silésie).
Białołęka (prononcer "biawowenka"), est un arrondissement de Varsovie, situé au nord-est de la ville. Il est, en surface, le plus grand arrondissement de tous, c'est aussi le plus vert. 
Białołęka est bordé à l'ouest par la Vistule et par l'arrondissement de Bielany, au sud par les arrondissements de Praga Północ (Praga Nord) et Targówek, au nord par la ville de  Jabłonna (powiat de Legionowo). Il se caractérise par un développement rapide de l'urbanisme : un logement sur six construit en Pologne l'est dans cet arrondissement.